# Tagebau Bergwitz
Der Tagebau Bergwitz war ein Tagebau des Betriebes Tagebau Golpa zur Gewinnung von Braunkohle in Bergwitz, nördlich von Gräfenhainichen.
Im Gebiet Bitterfeld, Wittenberg und Torgau liegt ein als Hochfläche von Gräfenhainichen-Schmiedeberg (siehe auch Dübener Heide) bekanntes Endmoränengebiet. Unter dessen pleistozäner Bedeckung lagern/lagerten braunkohleführende Schichten. In mehreren Baufeldern wurde daraus im Tagebaubetrieb Braunkohle gefördert.
Bereits 1908 begann der Aufschluss als Tagebau. Er versorgte die bereits 1905 errichtete Brikettfabrik am Bahnhof.
Die Brikettfabrik wurde bis dahin aus den unweit liegenden Gniester Gruben mit Braunkohle über eine Güterseilbahn versorgt.
Später erfolgte von hier aus auch die Versorgung des Elektrizitätskraftwerkes Zschornewitz mit Braunkohle über eine eigens dafür errichtete elektrisch betriebene Grubenbahn über eine Entfernung von ca. 16 km. Bereits 1932 wurde hier eine der modernsten Förderbrücken Europas errichtet.
Der Abraum wurde in unmittelbarer Nähe verkippt.
Die Förderbrücke sowie die Brikettfabrik wurden 1945/46 demontiert und als Reparation in die Ukraine verbracht. Der Tagebaubetrieb wurde nach der Wiedereinrichtung im Jahr 1948 wieder aufgenommen, die Brikettfabrik wurde nicht wieder in Betrieb genommen.
Nach dem Ende der Abraumbewegungen 1953 und dem Ende der Kohleförderung 1954 wurde der Tagebau 1955 endgültig stillgelegt. Eine Sanierung von Kippe und Grube erfolgte erst in den 1960er-Jahren. Die Flutung des Tagebau-Restlochs erfolgte durch die teilweise Umleitung des Fliethbaches sowie dem natürlichen Zugang aus dem Grundwasser. Als Bergbaufolgelandschaft entstand der Bergwitzsee mit etwa 180 ha Wasserfläche.